# Hygrostola pallescens
Hygrostola pallescens là một loài bướm đêm trong họ Noctuidae.